# 本山北町
本山北町（もとやまきたまち）は、神戸市東灘区の町名の一つで旧・本山村域（本山地区）のうち旧田辺・北畑・小路・中野各村域に基づく範囲のうちJR東海道本線以北の市街化した地域。
北は住居表示未実施区域の背山の山林本山町田辺・北畑・中野と、北東側は土地区画整理組合の造成した甲南台と、東は旧・森村域の森北町と、JR線を挟んで南は本山中町と（森南町とは僅かに隣接しない）、同じく南西の一点で田中町と、西から北西は旧岡本村域の岡本と、それぞれ隣接している。
昭和48年（1973年）6月1日に、
- 本山町森字西ノ町と同町中野字道東（南半）・道西（東南部）と同町小路字東光寺跡（東半）が南東端の一丁目
- 同字東光寺跡（西半）・臼井内・地蔵跡・寺垣内（東南部）・出口・辻畑・富政（南半）・南畑、同町字北畑スダレ・下戸政（東半）と同町中野字道西（西南部）が二丁目
- 同町北畑字下戸政（西半）・上戸政・宮ノ前と同町田辺字神頼・東良・大道前・寺垣内（西南部）・墓ノ本・西良寄（東南部）が南西端の三丁目
- 阪急神戸線を挟んで同町森字北ノ町・坂下町と同町中野字道西（北半）・道東（北半）・生駒と同町小路字箱木原（東半）・臼井内（東半）・谷山が北東端の四丁目
- 同字臼井内（西半）・寺垣内（北半）・箱木原（西半）・辻畑・富政（北半）と同町北畑東ノ町・西ノ町（東半）・垣内天王通・五郎太夫原・ザクガ原（東半）が五丁目
- 同字宮ノ前・西ノ町（西半）・シボ・町田・天王通・東山田・ザクガ原（西半）・西山田・上戸政・坊ノ前と同町田辺字山田（東半）・ザフクケ野・墓ノ本・西良寄（北東部）が北西端の六丁目

として住居表示実施するに伴い誕生した。
平成17年国勢調査（2005年10月1日現在）における世帯数は2,313、人口5,181で内男性2,322人・女性2,859人。

## 町名の変遷
| 昭和25年10月10日                       | 昭和48年6月1日         |
| -------------------------------------- | ---------------------- |
| 本山町中野字道東                       | 本山北町一・五丁目     |
| 本山町中野道西                         | 本山北町一・五丁目     |
| 本山町森字西ノ町                       | 本山北町一丁目         |
| 本山町小路字東光寺跡                   | 本山北町一丁目         |
|                                        | 本山北町二丁目         |
| 本山町小路字臼井内                     |                        |
| 本山町小路字地蔵跡                     |                        |
| 本山町小路字出口                       |                        |
| 本山町小路字南畑                       |                        |
| 本山町北畑字スダレ                     |                        |
| 本山町小路字富政                       | 本山北町二・五丁目     |
| 本山町小路字辻畑                       | 本山北町二・五丁目     |
| 本山町小路字寺垣内                     | 本山北町二・三・五丁目 |
| 本山町北畑字下戸政                     | 本山北町二・三丁目     |
| 本山町北畑字上戸政                     | 本山北町三丁目         |
| 本山町北畑字宮ノ前                     | 本山北町三丁目         |
| 本山町田辺字神頼                       | 本山北町三丁目         |
| 本山町田辺字東良                       | 本山北町三丁目         |
| 本山町田辺字大道前                     | 本山北町三丁目         |
| 本山町田辺字墓ノ本                     | 本山北町三丁目         |
| 本山町田辺字西良寄（岡本となった以外） | 本山北町三・六丁目     |
| 本山町森字北ノ町                       | 本山北町四丁目         |
| 本山町森字坂下町                       | 本山北町四丁目         |
| 本山町中野字生駒                       | 本山北町四丁目         |
| 本山町小路字谷山                       | 本山北町四丁目         |
| 本山町小路字箱木原                     | 本山北町四・五丁目     |
| 本山町小路臼井内                       | 本山北町四・五丁目     |
| 本山町北畑東ノ町                       | 本山北町五丁目         |
| 本山町北畑字垣内天王通                 | 本山北町五丁目         |
| 本山町北畑字五郎太夫原                 | 本山北町五丁目         |
| 本山町北畑字西ノ町                     | 本山北町五・六丁目     |
| 本山町北畑字ザクガ原                   | 本山北町五・六丁目     |
| 本山町北畑字宮ノ前                     | 本山北町六丁目         |
| 本山町北畑字シボ                       | 本山北町六丁目         |
| 本山町北畑字町田                       | 本山北町六丁目         |
| 本山町北畑字天王通                     | 本山北町六丁目         |
| 本山町北畑字東山田                     | 本山北町六丁目         |
| 本山町北畑字西山田                     | 本山北町六丁目         |
| 本山町北畑字上戸政                     | 本山北町六丁目         |
| 本山町北畑字坊ノ前                     | 本山北町六丁目         |
| 本山町田辺字山田（岡本になった以外）   | 本山北町六丁目         |
| 本山町田辺字ザフクケ野                 | 本山北町六丁目         |
| 本山町田辺字墓ノ本                     | 本山北町六丁目         |